# DEF CON
Pour les articles homonymes, voir Defcon.

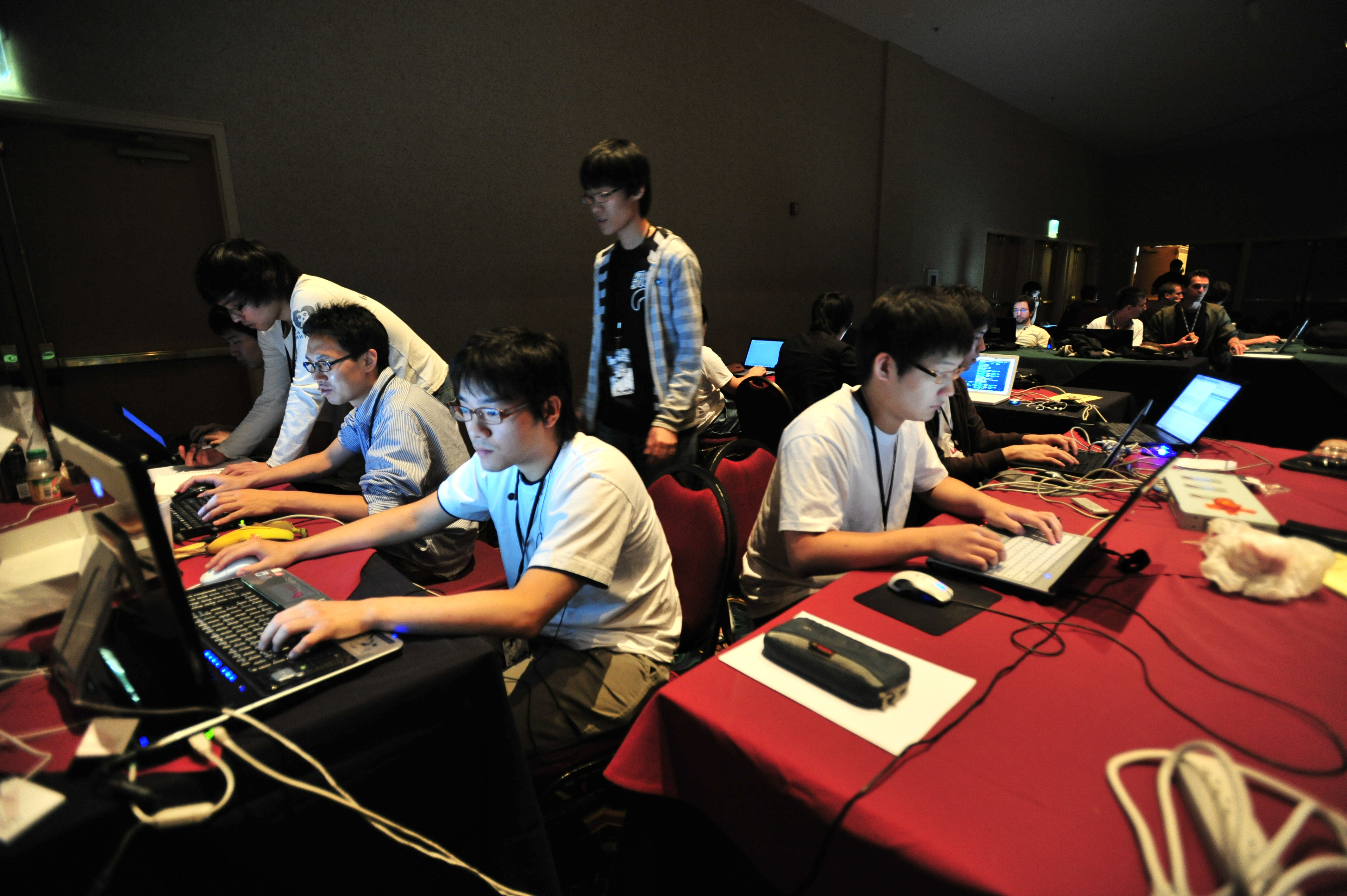
Une équipe participant à une compétition au DEFCON 17.

DEF CON est la convention hacker la plus connue à travers le monde. Elle est tenue chaque année à Las Vegas, Nevada aux États-Unis. La première convention DEF CON s'est déroulée en juin 1993.
Le public de cette convention est pour la plupart composé de professionnels de la sécurité des systèmes d'information, de crackers, hackers, journalistes, avocats et employés du gouvernement fédéral intéressés par la programmation, l'architecture, le phreaking, la modification de matériel informatique et tout ce qui peut être hacké. L’événement consiste en de multiples discours à propos de sujets liés aux ordinateurs ou au piratage informatique. DEF CON est aussi constitué d’événements sociaux et de concours tels que de créer le plus long réseau wifi, craquer des systèmes informatiques ou même rafraîchir le plus efficacement une bière avec la chaleur importante du Nevada. D'autres concours ont pour thème le crochetage de serrures, les robots, l'art, les slogans, le café, les jeux de piste, la capture du drapeau. Capture le drapeau (CTF de l'anglais "Capture The Flag") est probablement le concours le plus connu. C'est une compétition de piratage informatique où des équipes tentent d'attaquer ou de défendre des réseaux avec l'aide de certains logiciels et de structures de réseaux. CTF a également été émulé à l'occasion d'autres conférences sur la sécurité informatique et dans le cadre académique et militaire.
Le fondateur des conférences Jeff Moss (en), affirme que la qualité des discussions présentées a diminué depuis la création du DEF CON.
Depuis DEF CON 11, des évènements caritatifs ont été organisés pour l'Electronic Frontier Foundation (EFF). Le premier d'entre eux fut un événement "officiel" avec le jeu du "tombe à l'eau". L'EFF a maintenant un événement appelé "The Submit" organisé par l'équipe du Vegas 2.0. En 2010, la DEF CON 18 a accueilli un nouvel évènement caritatif appelé "MohawkCon". Cette année, plus de 10 000 personnes ont assisté à la convention.
Les agents fédéraux du FBI, du département de la défense américaine et les inspecteurs des services postaux assistent régulièrement à la DEF CON.
DEF CON a été également dépeint dans l'épisode "Three of a Kind" de X-Files : Aux frontières du réel (The X-Files), avec une apparition de The Lone Gunmen. DEF CON était décrite comme une convention parrainée par le gouvernement américain au lieu d'une convention civile.

## Lieux et dates
| Convention | Année | Dates                 | Lieu                                                |
| ---------- | ----- | --------------------- | --------------------------------------------------- |
| DEF CON 1  | 1993  | 9 - 11 juin           | Sands Hotel & Casino                                |
| DEF CON 2  | 1994  | 22 - 24 juillet       | Sahara Hotel and Casino                             |
| DEF CON 3  | 1995  | 4 - 6 août            | Tropicana Las Vegas Hotel & Casino                  |
| DEF CON 4  | 1996  | 26 - 28 juillet       | Monte Carlo Resort and Casino                       |
| DEF CON 5  | 1997  | 11 - 13 juillet       | Aladdin Hotel & Casino                              |
| DEF CON 6  | 1998  | 31 juillet - 2 août   | Plaza Hotel & Casino                                |
| DEF CON 7  | 1999  | 9 - 11 juillet        | Alexis Park Resort                                  |
| DEF CON 8  | 2000  | 28 - 30 juillet       | Alexis Park Resort                                  |
| DEF CON 9  | 2001  | 13 - 15 juillet       | Alexis Park Resort                                  |
| DEF CON 10 | 2002  | 2 - 4 août            | Alexis Park Resort                                  |
| DEF CON 11 | 2003  | 1er - 3 août          | Alexis Park Resort                                  |
| DEF CON 12 | 2004  | 30 juillet - 1er août | Alexis Park Resort                                  |
| DEF CON 13 | 2005  | 29 - 30 juillet       | Alexis Park Resort                                  |
| DEF CON 14 | 2006  | 4 - 6 août            | Riviera Hotel & Casino                              |
| DEF CON 15 | 2007  | 3 - 5 août            | Riviera Hotel & Casino                              |
| DEF CON 16 | 2008  | 8 - 10 août           | Riviera Hotel & Casino                              |
| DEF CON 17 | 2009  | 30 juillet - 2 août   | Riviera Hotel & Casino                              |
| DEF CON 18 | 2010  | 30 juillet - 1er août | Riviera Hotel & Casino                              |
| DEF CON 19 | 2011  | 4 - 7 août            | Rio All Suite Hotel and Casino                      |
| DEF CON 20 | 2012  | 26 - 29 juillet       | Rio All Suite Hotel and Casino                      |
| DEF CON 21 | 2013  | 1 - 4 août            | Rio All Suite Hotel and Casino                      |
| DEF CON 22 | 2014  | 7 - 10 août           | Rio All Suite Hotel and Casino                      |
| DEF CON 23 | 2015  | 6 - 9 août            | Paris Hotel et Bally's Hotel                        |
| DEF CON 24 | 2016  | 4 - 7 août            | Paris Hotel et Bally's Hotel                        |
| DEF CON 25 | 2017  | 27 - 30 juillet       | Caesars Palace et Flamingo Hotels                   |
| DEF CON 26 | 2018  | 9 - 12 août           | Caesars Palace et Flamingo Hotels                   |
| DEF CON 27 | 2019  | 8 - 11 août           | Hotels Paris, Bally's, Flamingo et Planet Hollywood |
| DEF CON 28 | 2020  | 6 - 9 août            | Virtuel/en ligne (pour cause de COVID-19)           |
| DEF CON 29 | 2021  | 5-8 août              | Paris Hotel et Bally's Hotel                        |